# Giovanni Trapattoni
Giovanni „Trap“ Trapattoni (* 17. März 1939 in Cusano Milanino bei Mailand) ist ein ehemaliger italienischer Fußballspieler und -trainer.
Trapattoni war von 1957 bis 1971 als Spieler für die AC Mailand aktiv und gewann dabei unter anderem zwei Meistertitel, zweimal den Europapokal der Landesmeister sowie einmal den Europapokal der Pokalsieger.
Seine Trainerkarriere begann er bei seinem Heimatverein AC Mailand, bevor er mit Juventus Turin in zwei Amtszeiten (zehn und drei Jahre) überaus erfolgreich war und neben dem Weltpokal alle drei Europapokale für Juve holte, den UEFA-Pokal sogar zweimal, was ihm zwischendurch mit Inter Mailand auch einmal gelang.
Als Spieler und Trainer gelangen ihm insgesamt acht große Europapokaltriumphe und neun Italienische Meistertitel. Hinzu kommen drei Landesmeisterschaften in Deutschland, Portugal und Österreich. Mit 21 Titeln gilt Trapattoni als einer der erfolgreichsten Trainer weltweit. Sein zuvorkommendes Auftreten brachte ihm den Beinamen Maestro ein. Außerdem trainierte er die italienische und die irische Nationalmannschaft.

## Spielerlaufbahn

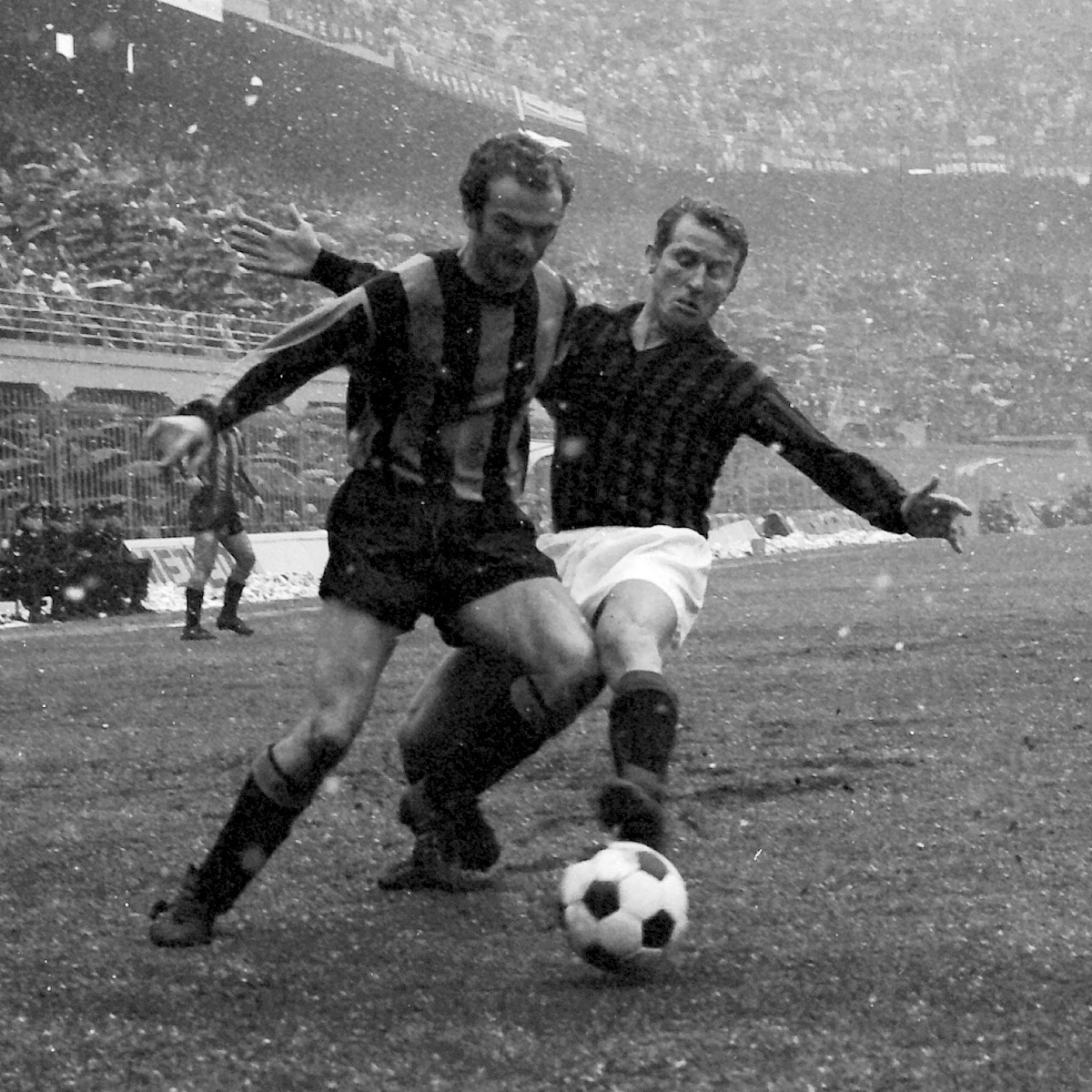
Giovanni Trapattoni (rechts) im Trikot der AC Mailand im Derby della Madonnina (1970) im Duell mit Sandro Mazzola

Als Fußballprofi bestritt Giovanni Trapattoni 367 Partien für die AC Mailand und den Varese FC. Meist spielte er als Außenläufer. Sein Stammverein war Milan, für den er von 1957 bis 1971 spielte. 1962 und 1968 wurde Trapattoni italienischer Meister, 1967 Pokalsieger Italiens. Jeweils im Anschluss an diese Erfolge gewann er 1963 und 1969 den Europapokal der Landesmeister sowie 1968 den Europapokal der Pokalsieger. Von 1971 bis 1972 spielte er für den Varese FC.

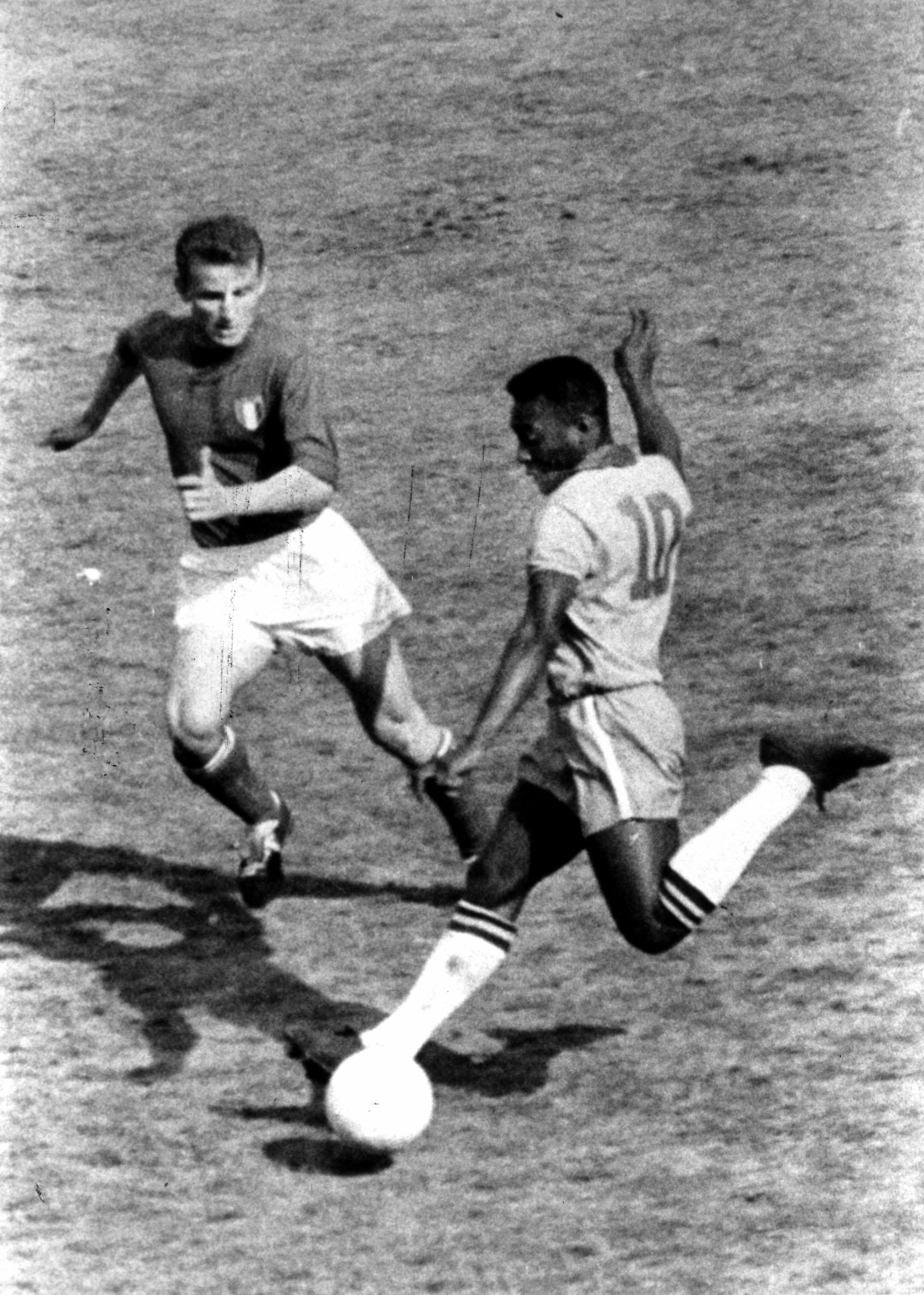
Trapattoni im Zweikampf mit Pelé bei einem Länderspiel gegen Brasilien (1963)

Insgesamt lief Trapattoni 17 Mal für die italienische Nationalmannschaft auf, dabei erzielte er einen Treffer, als er beim 1:0-Sieg gegen Österreich am 9. Juni 1963 in Wien in der 57. Minute den österreichischen Torhüter Gernot Fraydl mit einer „abgerissenen“ Flanke überraschte. Er nahm an der WM 1962 und an den Olympischen Sommerspielen 1960 teil.

## Trainerlaufbahn

### AC Mailand
1972 begann Giovanni Trapattoni als Jugendtrainer bei der AC Mailand. Am 9. April 1974 wurde er interimsweise zum Cheftrainer bis Saisonende berufen. In der Liga gewann die Mannschaft aus sechs Spielen eines, spielte vier Mal Unentschieden und verlor eine Partie. Trapattoni verlor das Finale des Europapokals der Pokalsieger 1973/74 gegen die deutsche Mannschaft 1. FC Magdeburg mit 0:2. Nach einem Jahr als Co-Trainer führte er die Mailänder als Cheftrainer durch die Saison 1975/76. Die Liga wurde auf dem dritten Platz beendet.

### Juventus Turin
1976 wechselte Trapattoni zu Juventus Turin, wo er Carlo Parola ablöste. Gleich in seiner ersten Saison gelang Trapattoni der Gewinn des „kleinen europäischen Doubles“ bestehend aus Meisterschaft und UEFA-Pokal, dem ersten in Juves Vereinsgeschichte. Der UEFA-Pokal wurde durch die Auswärtstorregel entschieden, nachdem das Finale gegen Athletic Bilbao nach Hin- und Rückspiel mit 2:2 geendet hatte. Für Trapattoni war der Scudetto der erste Titel seiner Trainerkarriere.
In der Spielzeit 1977/78 gelang die Verteidigung der Meisterschaft, sie wurde mit fünf Punkten Vorsprung auf Vicenza abgeschlossen. Im Europapokal der Landesmeister kam Juventus unter Trapattonis Führung unterdessen bis ins Halbfinale, wo man mit 1:2 dem von Ernst Happel trainierten FC Brügge unterlag. Im folgenden Spieljahr misslang eine weitere Verteidigung des Scudetto und Trapattoni und seine Mannschaft beendeten die Liga auf dem dritten Platz. Dafür gelang der Gewinn des Pokals. Das Finale gegen US Palermo konnte dabei nach Verlängerung mit 2:1 gewonnen werden. Durch den Gewinn der Coppa Italia qualifizierte Juve sich für die folgende Ausgabe des Europapokals der Pokalsieger. Im Landesmeisterpokal war nach dem Halbfinale in der Saison zuvor dieses Mal bereits in der 2. Runde durch eine 1:2-Niederlage gegen Glasgow Rangers Schluss.
Die Saison 1979/80 wurde Trapattonis erste titelose als Juventus-Trainer. In der Liga landete man am Ende der Saison auf dem zweiten Platz hinter Erzrivale Inter Mailand und in den beiden K.o.-Wettbewerben war jeweils im Halbfinale Schluss. Im Pokal, wo man als Titelverteidiger spielte, scheiterte man im Elfmeterschießen am FC Turin und im Pokalsieger-Pokal mit 1:2 an Arsenal London.
Die Spielzeit 1980/81 sah nach drei Jahren Abstinenz die Rückkehr an die nationale Spitze. Mit 44 Punkten, zwei Vorsprung auf Vizemeister AS Rom, gewann Trapattoni seinen dritten Meistertitel mit Juventus. Im UEFA-Pokal scheiterte man unterdessen frühzeitig in der 2. Runde im Elfmeterschießen an Widzew Łódź. 1981/82 gelang dann einmal mehr die Verteidigung des Scudetto, Trapattonis mittlerweile viertem. Im Europapokal der Landesmeister unterlag man unterdessen in der 2. Runde dem RSC Anderlecht mit 2:4.
1982/83 erreichte Juventus unter der Führung Trapattonis nach Siegen über Hvidovre IF, Lüttich, Titelverteidiger Aston Villa und Widzew Łódź sein zweites Europapokal-der-Landesmeister-Finale nach der Finalniederlage 1973. In das Spiel gegen den Hamburger SV und Ernst Happel gingen Trapattoni und die Alte Dame als Favoriten aber zur Enttäuschung aller Juventini ging das Spiel in Athen mit 0:1 verloren. In der Liga scheiterte unterdessen die Verteidigung des Scudetto und man musste sich mit der Vizemeisterschaft hinter der AS Rom begnügen. Dafür konnte Trapattoni durch einen 3:2-Gesamtsieg über Hellas Verona im Finale seinen zweiten Pokalerfolg feiern.
In der Saison 1983/84 konnte Trapattoni zwei Titelerfolge feiern. Zum einen holte man den Scudetto nach Turin zurück und zum anderen gelang der Sieg im Europapokal der Pokalsieger. Durch Siege über Lechia Gdańsk, Paris Saint-Germain, Haka Valkeakoski und Manchester United zog die Alte Dame ins Finale in Basel ein. Dort bezwang man mit 2:1 den FC Porto, womit sowohl Verein als auch Trainer ihren ersten Europapokal der Pokalsieger gewannen.
Die Serie-A-Saison 1984/85 auf einem enttäuschenden sechsten Rang beendet, sollte ebendieses Spieljahr Trapattonis erfolgreichstes auf europäischer Ebene werden. Zunächst gelang im Januar 1985 der Gewinn des europäischen Supercup durch einen 2:0-Sieg über Europapokal-der-Landesmeister-Sieger FC Liverpool. Am Ende der Saison schaffte er dann nach Siegen über Ilves Tampere, Grasshoppers Zürich, Sparta Prag und Girondins Bordeaux den Einzug in sein zweites Landesmeisterpokal-Finale in zwei Jahren ein. Dort traf man nach dem europäischen Supercup einmal mehr auf den von Joe Fagan trainierten FC Liverpool. Das Finalspiel in Brüssel konnte durch einen Platini Elfmeter mit 1:0 gewonnen werden. Der Erfolg wurde allerdings überschattet von der Katastrophe von Heysel bei der 39 Menschen starben und hunderte verletzt wurden. Durch den Finalsieg hatten Juve und Trapattoni den Gipfel des europäischen Fußballs erreicht und Trapattoni wurde nach Udo Lattek zum zweiten Trainer, der alle drei großen europäischen Wettbewerbe gewonnen hat (UEFA-Pokal, Europapokal der Pokalsieger, Europapokal der Landesmeister). Auch wurde er durch den Titelerfolg nach Miguel Muñoz zur zweiten Person, die sowohl als Spieler als auch als Trainer die Champions League bzw. den Europapokal der Landesmeister gewann.
Die Saison 1985/86 wurde Trapattonis letzte in seiner ersten Amtszeit als Juventus-Trainer. In der Liga gewann er seinen sechsten Meistertitel. Im Europapokal der Landesmeister, in dem man als Titelverteidiger antrat, kam man bis ins Viertelfinale, wo man dem FC Barcelona mit 1:2 unterlag. Zudem konnte im Dezember 1985 in Tokio der Weltpokal gegen Copa-Libertadores-Gewinner Argentinos Juniors gewonnen werden. Rino Marchesi trat seine Nachfolge als Juventus-Trainer an.

### Inter Mailand
Im Jahr 1986 ging Trapattoni zu Inter Mailand. Nachdem 1987 der dritte und 1988 der fünfte Platz erreicht worden war, wurde er mit der Mannschaft 1989, in der u. a. die beiden deutschen Spieler Lothar Matthäus und Andreas Brehme unter Vertrag standen, italienischer Meister und italienischer Supercup-Sieger. Trapattoni wurde damit nach Árpád Weisz zum zweiten Trainer, der die italienische Meisterschaft mit zwei verschiedenen Vereinen als Trainer gewannen; später gelang dies noch Fabio Capello, Massimiliano Allegri und Antonio Conte.
In den beiden darauffolgenden Jahren 1990 und 1991 wurde das Team Tabellendritter. In Trapattonis letzter Spielzeit gewann er mit dem inzwischen dritten deutschen Spieler und Weltmeister Jürgen Klinsmann den UEFA-Pokal.

### Rückkehr zu Juventus Turin
Im Jahr 1991 wechselte Trapattoni zurück zu Juventus Turin. Dort löste er Luigi Maifredi ab. In seiner ersten Spielzeit zurück in Turin wurde er mit der Alten Dame Vizemeister hinter AC Mailand und Fabio Capello. Im Pokal zog man nach Siegen über Udinese, Atalanta, Erzrivale Inter und AC Mailand ins Finale ein, wo man auf den AC Parma traf. Gegen diesen verlor man nach Hin- und Rückspiel mit 0:1, womit die Saison titelos blieb.
Die Spielzeit 1992/93 sollte Trapattonis erfolgreichste in seiner zweiten Amtszeit als Übungsleiter der Turiner werden. In der Liga wurde die Mannschaft vierter und im Pokal scheiterte man im Halbfinale am Stadtrivalen FC Turin. Im UEFA-Pokal schaffte man es dafür nach Erfolgen über Anorthosis Famagusta, Panathinaikos, Sigma Olmütz, Benfica und Paris ins Finale. Für Trapattoni war es das dritte UEFA-Pokal-Finale nach 1977 und 1991 und sechste europäische Finale insgesamt. Das Finale gegen das von Ottmar Hitzfeld trainierte Borussia Dortmund konnte nach Hin- und Rückspiel mit 3:1 gewonnen werden und Trapattoni wurde der erste Trainer, der dreimal den UEFA-Pokal gewann.
Die Saison 1993/94 wurde seine letzte als Juventus-Trainer. In der Liga wurde man nach 1992 einmal mehr Vizemeister hinter Fabio Capellos Milan. Im Pokal scheiterte man frühzeitig in der 2. Runde. Im UEFA-Pokal, in dem man als Titelverteidiger antrat, kam man unterdessen bis Viertelfinale, wo man in einem inneritalienischen Duell mit 1:3 Cagliari Calcio unterlag. Nach der Saison verließ Trappatoni Juve nach drei Spielzeiten wieder. Seine Nachfolge trat der vom SSC Neapel angeheuerte Marcello Lippi an, der im Anschluss ähnlich erfolgreich wie Trapattoni werden sollte.

### Zweimal FC Bayern München und einmal Cagliari Calcio
1994 ging Giovanni Trapattoni erstmals ins Ausland und wurde Trainer des amtierenden deutschen Meisters FC Bayern München. In der Bundesliga enttäuschte man und wurde nur Sechster. In der Champions League scheiterte die Mannschaft im Halbfinale an Ajax Amsterdam, dem späteren Sieger des Turniers.
Nach nur einem Jahr wechselte er zu Cagliari Calcio, wo er in derselben Saison zum ersten Mal in seiner Karriere entlassen wurde. Nach dem 21. Spieltag befand man sich nur drei Zähler vor einem Abstiegsplatz und hatte zuletzt mit 1:4 gegen Juventus Turin verloren.
Im Sommer 1996 kehrte er zu Bayern München zurück. Dort gewann er die deutsche Meisterschaft 1997, im DFB-Pokal 1996/97 war jedoch bereits im Viertelfinale gegen den Karlsruher SC Schluss. Im Juli 1997 konnte außerdem der DFB-Ligapokal gewonnen werden. In der darauffolgenden Bundesliga-Saison 1997/98 wurden die Münchner Vizemeister, zwei Punkte hinter dem 1. FC Kaiserslautern, der als erster und einziger Aufsteiger der Bundesliga-Geschichte auf Anhieb Meister wurde. Im DFB-Pokalfinale 1998 wurde der MSV Duisburg besiegt.

### AC Florenz und italienische Nationalmannschaft
Im Jahr 1998 übernahm Trapattoni den Trainerposten bei der AC Florenz. Unter seiner Leitung wurde die Saison 1998/99, in der die Mannschaft nach der Hinrunde Tabellenführer war, auf Platz 3 beendet und erreichte außerdem das Finale der Coppa Italia 1998/99, unterlag aber gegen AC Parma. Die folgende Saison verlief in der Serie A eher enttäuschend und wurde auf dem siebten Platz beendet.
Nach dem Rücktritt von Dino Zoff wurde er 2000 dessen Nachfolger als italienischer Nationaltrainer. Mit der Nationalmannschaft hatte Trapattoni kein Glück: Er schied bei der WM 2002 im Achtelfinale gegen Südkorea aus. Schiedsrichter Byron Moreno sorgte mit fatalen Fehlentscheidungen für das Ausscheiden der Italiener. Sofort nach dem Spiel wurde er von der FIFA gesperrt. Bei der EM 2004 schied man bereits in der Vorrunde aus. Italien konnte die nächste Runde nur erreichen, wenn es einerseits in seinem letzten Spiel selbst siegte, was auch geschah, und andererseits sich Dänemark und Schweden im letzten Spiel nicht unentschieden mit mindestens jeweils zwei Toren, also mit einem 2:2 trennten. In der 90. Minute unterlief dem dänischen Torwart ein krasser Torwartfehler und das Spiel endete 2:2. Die Äußerung des dänischen Trainers Morten Olsen („Natürlich machen wir einen Deal.“) sorgte in Italien für Aufregung. Daraufhin wurde Trapattonis Vertrag nicht verlängert.

### Benfica Lissabon, VfB Stuttgart und RB Salzburg
2004 wechselte Trapattoni zu Benfica Lissabon nach Portugal, wo er die Nachfolge von José Antonio Camacho antrat. In der Saison 2004/05 gewann er mit Benfica die portugiesische Meisterschaft. Um in Zukunft näher bei seiner Familie in Italien zu sein, verließ Trapattoni den portugiesischen Meister nach einem Jahr.
Am 17. Juni 2005 unterschrieb er einen Zweijahresvertrag beim VfB Stuttgart. Dort trat er am 1. Juli 2005 die Nachfolge von Matthias Sammer an. Am 9. Februar 2006 wurde er auf dem 7. Rang stehend und mit zwei Punkten Rückstand auf einen UEFA-Pokal-Platz entlassen.
Im Mai 2006 unterschrieb Trapattoni einen Vertrag als Cheftrainer beim österreichischen Klub Red Bull Salzburg. An seiner Seite arbeitete Lothar Matthäus, der am 12. Juni 2007 aufgrund „unterschiedlicher Auffassungen“ vom Vorstand entlassen wurde. Am Ende der Spielzeit holte Trapattoni auch hier den Meistertitel, den ersten seit dem Einstieg von Red Bull beim davor Austria Salzburg bezeichneten Verein 2006. Damit stieg er zu einem von weltweit vier Trainern auf, die in vier verschiedenen Ländern Meister wurden.

### Irische Nationalmannschaft

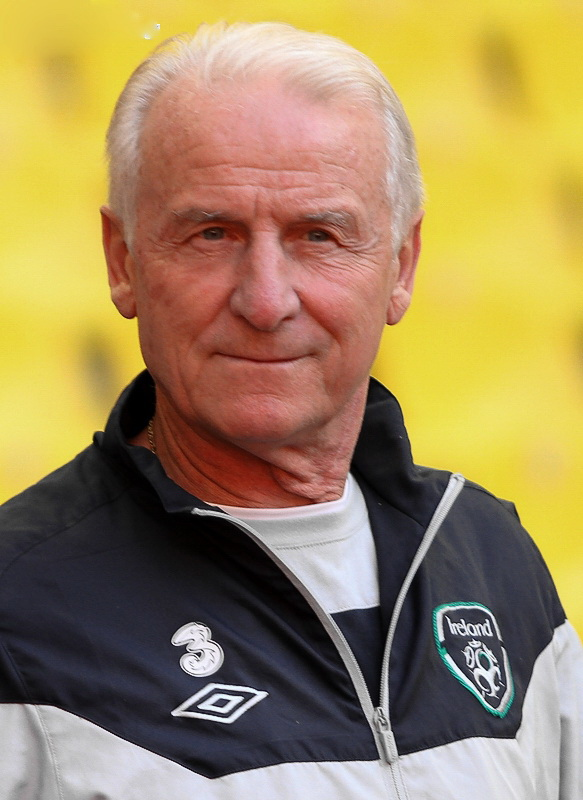
Trapattoni als Trainer der irischen Nationalmannschaft (2011)

Ab 2008 trainierte Trapattoni die irische Nationalmannschaft. Die Mannschaft scheiterte unglücklich in der WM-Qualifikation 2010 in den Playoffs durch ein irreguläres Tor an Frankreich – Thierry Henry hatte den Ball mehrmals mit der Hand gespielt. In den Playoffs für die EM 2012 war die irische Mannschaft dagegen erfolgreich und qualifizierte sich erstmals seit 1988 wieder für die EM-Endrunde. Trapattoni verlängerte anschließend seinen ausgelaufenen Vertrag bis zur WM 2014. Mit dem ersten Spiel der Iren bei der EM 2012 gegen Kroatien, das 1:3 verloren wurde, löste Trapattoni Otto Barić als ältesten Trainer bei einer EM-Endrunde ab. Nach drei Niederlagen in der Vorrunde schied Irland aus.
Am 11. September 2013 einigten sich der irische Verband und Trapattoni auf eine Vertragsauflösung, als die Qualifikation zur WM 2014 in Brasilien nur noch theoretisch möglich gewesen wäre.

### Fußballauswahl der Vatikanstadt
Im Jahr 2010 betreute Giovanni Trapattoni als Fußballtrainer die Fußballauswahl der Vatikanstadt.

## Titel

### Als Spieler
Trapattoni gewann als Spieler alle Titel mit der AC Mailand:
International
- Europapokalsieger der Landesmeister (2): 1963, 1969
- Europapokalsieger der Pokalsieger: 1968
- Weltpokalsieger: 1969

National
- Italienischer Meister (2): 1962, 1968
- Italienischer Pokalsieger: 1967

### Als Trainer
International
- Europapokalsieger der Landesmeister: 1985 (Juventus Turin)
- Europapokalsieger der Pokalsieger: 1984 (Juventus Turin)
- UEFA-Cup-Sieger (3): 1977 (Juventus Turin), 1991 (Inter Mailand), 1993 (Juventus Turin)
- Weltpokalsieger: 1985 (Juventus Turin)
- UEFA-Super-Cup-Sieger: 1984 (Juventus Turin)

Italien
- Meister (7): 1977, 1978, 1981, 1982, 1984, 1986 (alle Juventus Turin), 1989 (Inter Mailand)
- Pokalsieger (2): 1979, 1983 (beide Juventus Turin)
- Supercupsieger: 1989 (Inter Mailand)

Deutschland
- Meister: 1997 (FC Bayern München)
- Pokalsieger: 1998 (FC Bayern München)
- Ligapokalsieger: 1997 (FC Bayern München)

Portugal
- Meister: 2005 (Benfica Lissabon)

Österreich
- Meister: 2007 (FC Red Bull Salzburg)

Individuell
- Aufnahme in die Hall of Fame des Italienischen Fußballs: 2012

## Zitate
In Deutschland wird Giovanni Trapattoni vor allem mit einer am 10. März 1998 gehaltenen Pressekonferenz verbunden. Als Bayern-Trainer kritisierte er – zwei Tage nach dem 0:1 gegen Schalke – in emotionalem, gebrochenem Deutsch die Leistung einiger Spieler wie Mehmet Scholl und Mario Basler sowie das verletzungsbedingt häufige Ausfallen von Thomas Strunz. Die in der hitzigen, dreieinhalbminütigen Rede entstandenen Satzkonstrukte („Was erlauben Strunz?“, „… ware’ schwach wie eine Flasche leer“) fanden Eingang in den deutschen Sprachgebrauch; insbesondere der Schlusssatz „Ich habe fertig.“ wurde zum geflügelten Wort.
So zitierte beispielsweise die SPD das „Ich habe fertig“ auf einem Plakat anlässlich der Abwahl Helmut Kohls. Auch in Matze Knops Song Supa Richie (1998) ist eine Anspielung vorhanden („… und fühlst du dich wie Flasche leer, hier ist ’ne volle, bitte sehr.“). In Jay Jiggys Lied Nix mit mir zu tun (2024) findet sich ebenfalls eine Anspielung auf Trapattonis Wutrede („Ich hab' erst fertig, ist die Flasche leer wie bei Trappatoni“). Der Wutausbruch brachte Trapattoni so große Sympathien ein, dass er damit Geld verdienen konnte – so als Werbefigur für ein Sprudler-System („nicht Flasche leer …“). Ab 2020 trat Trapattoni für einen deutschen Lebensmittelhändler auf, wobei „Flasche leer“ als geflügelter Ausdruck für die Pfandrückgabe von Mehrwegflaschen adaptiert wurde.
Während Trapattonis Zeit bei Salzburg kam es erneut zu einem Gefühlsausbruch. Nachdem seine Trainingsmethoden von Journalisten als altmodisch und sein Spielsystem als zu defensiv bezeichnet worden waren, machte er seinem Unmut Luft und unterstellte ihnen mangelnde Kompetenz: „Wörter sind sehr einfach. Wer kann machen, machen. Wer kann nicht machen, sprechen. Wer kann nicht sprechen, der schreiben“.

## Schriften
- Konzeption und Entwicklung der Taktik im Fussball und die taktische Bildung des Spielers von den ersten Anfängen bis zur höchsten Vollendung. bfp-Versand/Lindemann, Leer 1999, ISBN 3-937049-11-8.
  - deutsche Ausgabe des italienischen Originals La formazione e l’evoluzione tattica nel calcio dall'avviamento all'alta prestazione.